# نور (شهرستان چکماگوشفسکی، باشقیرستان)
نور (انگلیسی: Nur, Chekmagushevsky District, Republic of Bashkortostan) یک شهرک در شهرستان چکماگوشفسکی استان باشقیرستان کشور روسیه است.